# Pikku Syrjäjärvi
Pikku Syrjäjärvi är en sjö vid finsk-ryska gränsen. Den finländska delen ligger i kommunen Kuusamo i landskapet Norra Österbotten i Finland. Sjön ligger 250,9 meter över havet. Arean är 56 hektar och strandlinjen är 5 kilometer lång. Sjön  ingår i Kems huvudavrinningsområde.   Den ligger omkring 220 kilometer öster om Uleåborg och omkring 660 kilometer norr om Helsingfors. 
Väster om Pikku Syrjäjärvi ligger Syrjäjärvet och nordöst om Pikku Syrjäjärvi ligger Kolmas Kuikkalampi. 